# Leonie Menzel
Leonie Menzel (Mettmann, 19 de maio de 1999) é uma remadora alemã.

## Carreira
Em 2016 conquistou a medalha de bronze no double sculls com Sophie Leupold no Campeonato Europeu Júnior. Eles então conquistaram o sexto lugar no Campeonato Mundial Júnior . No Mundial Júnior de 2017, ela competiu no double scull junto com Annabelle Bachmann, Sophie Leupold e Tabea Kuhnert e conquistou a medalha de prata. Em 2018 voltou a competir no double scull no Mundial Sub-23, onde conquistou a medalha de prata junto com Pia Greiten.
Nos Jogos Olímpicos de Verão de 2024, em Paris, conquistou a medalha de bronze na competição de skiff quádruplo feminino, ao lado de Maren Völz, Tabea Schendekehl e Pia Greiten com o tempo de 6:19.70.